# Tusnad Cycling Team/Saison 2016
Dieser Artikel listet Erfolge und Fahrer des Radsportteams Tusnad in der Saison 2016 auf.

## Erfolge bei den Nationalen Straßen-Radsportmeisterschaften
In den Rennen zu den Nationalen Straßen-Radsportmeisterschaften 2016 gelangen die nachstehenden Erfolge.
| Datum    | Rennen                                            | Fahrer    |
| -------- | ------------------------------------------------- | --------- |
| 24. Juni | Rumänische Meisterschaft – Einzelzeitfahren (U23) | Emil Dima |
| 26. Juni | Rumänische Meisterschaft – Straßenrennen (U23)    | Emil Dima |

## Zugänge – Abgänge
| Zugänge                  | Team 2015 | Abgänge                        | Team 2016              |
| ------------------------ | --------- | ------------------------------ | ---------------------- |
| Emil Dima                |           | Artem Topchanyuk               | Unbekannt              |
| Daniel Crista            |           | Tom Bossis                     | Unbekannt              |
| Ruben Ramos (ab 1. Juni) |           | Abel Kenyeres                  | Unbekannt              |
| Josep Miralles           |           | Zsolt Sarany                   | Unbekannt              |
| Norbert Szabo            |           | Nandor Lazar                   | Kuwait Cycling Project |
| Sebastian Mascaro        | Burgos-BH | Botond Szasz                   | Unbekannt              |
| Roland Horvath           |           | Tamarjan Robert                | Unbekannt              |
| Tamarjan Robert          |           | Attila Olah                    | Unbekannt              |
| Botond Szasz             |           | Andrei Nechita (bis 30. April) | Unbekannt              |

## Mannschaft
| Teamkader 2016                 | Teamkader 2016     | Teamkader 2016 | Teamkader 2016        |
| Name                           | Geburtsdatum       | Land           | Vorheriges Team       |
| ------------------------------ | ------------------ | -------------- | --------------------- |
| Nicola Andrei Barbu            | 6. Oktober 1996    | Rumänien       |                       |
| Daniel Crista                  | 19. Januar 1991    | Rumänien       |                       |
| Emil Dima                      | 22. Februar 1997   | Rumänien       |                       |
| Vlad Nicolae Dobre             | 8. Dezember 1995   | Rumänien       |                       |
| Roland Horvath                 | 16. September 1995 | Rumänien       |                       |
| Martín Lestido                 | 9. November 1992   | Spanien        |                       |
| Sebastián Mascaro              | 16. Mai 1991       | Spanien        |                       |
| Josep Miralles                 | 13. Dezember 1994  | Spanien        |                       |
| Andrei Nechita                 | 29. Mai 1988       | Rumänien       | MG Kvis-Wilier (2014) |
| Norbert Szabo                  | 10. August 1993    | Rumänien       |                       |
| Carol Eduard Novak             | 28. Juli 1976      | Rumänien       |                       |
| Szabolcs Sebestyén             | 23. März 1992      | Rumänien       |                       |
| Rubén Ramos (1. Jun.–31. Dez.) | 2. November 1992   | Argentinien    |                       |
|                                |                    |                |                       |
| Quelle: ProCyclingStats        |                    |                |                       |

Anmerkung: Nicola Andrei Barbu